# Șibot
Șibot là một xã thuộc hạt Alba, România. Dân số thời điểm năm 2002 là 2484 người.